# Folksjäl
Folksjäl (tyska: Volksgeist) avser en överindividuell entitet som utgörs av ett folks kollektiva medvetande. 
Folksjälen representerar en enhetligt etnisk folkgrupp. Föreställningen om en folksjäl var vanligt förekommande under 1800-talets nationalism och nationalromantik.
Begreppet Volksgeist lanserades, tillsammans med begreppet Volkslied – folkvisa, av den tyske filosofen Johann Gottfried Herder på 1770-talet.
Tron på en folksjäl innebär att filosofer kan uppfatta den brittiska mentaliteten som ”liberal och aristokratisk”, den spanska mentaliteten som ”sträng och heroisk” och den tyska mentaliteten som ”plikttrogen och effektiv”.
Begreppet används även i dag, exempelvis går det att hävda att countrymusiken är starkt etablerad i den amerikanska folksjälen.